# Nakahara Takayuki
Nakahara Takayuki (中原 貴之 Nakahara Takayuki, sinh ngày 18 tháng 11 năm 1984 ở Yamaguchi) là một cầu thủ bóng đá người Nhật Bản hiện tại thi đấu cho ReinMeer Aomori.

## Thống kê sự nghiệp câu lạc bộ
Cập nhật đến ngày 23 tháng 2 năm 2018.
| Thành tích câu lạc bộ | Thành tích câu lạc bộ | Thành tích câu lạc bộ | Giải vô địch | Giải vô địch | Cúp                   | Cúp                   | Cúp Liên đoàn | Cúp Liên đoàn | Châu lục | Châu lục  | Tổng cộng | Tổng cộng |
| Mùa giải              | Câu lạc bộ            | Giải vô địch          | Số trận      | Bàn thắng    | Số trận               | Bàn thắng             | Số trận       | Bàn thắng     | Số trận  | Bàn thắng | Số trận   | Bàn thắng |
| Nhật Bản              | Nhật Bản              | Nhật Bản              | Giải vô địch | Giải vô địch | Cúp Hoàng đế Nhật Bản | Cúp Hoàng đế Nhật Bản | Cúp Liên đoàn | Cúp Liên đoàn | AFC      | AFC       | Tổng cộng | Tổng cộng |
| --------------------- | --------------------- | --------------------- | ------------ | ------------ | --------------------- | --------------------- | ------------- | ------------- | -------- | --------- | --------- | --------- |
| 2003                  | Vegalta Sendai        | J1 League             | 4            | 0            | 0                     | 0                     | 4             | 0             | -        | -         | 8         | 0         |
| 2004                  | Vegalta Sendai        | J2 League             | 18           | 2            | 0                     | 0                     | -             | -             | -        | -         | 18        | 2         |
| 2005                  | Vegalta Sendai        | J2 League             | 2            | 0            | 1                     | 0                     | -             | -             | -        | -         | 3         | 0         |
| 2006                  | Albirex Niigata       | J1 League             | 15           | 2            | 0                     | 0                     | 5             | 1             | -        | -         | 20        | 3         |
| 2007                  | Vegalta Sendai        | J2 League             | 20           | 1            | 1                     | 0                     | -             | -             | -        | -         | 21        | 1         |
| 2008                  | Vegalta Sendai        | J2 League             | 38           | 6            | 2                     | 1                     | -             | -             | -        | -         | 40        | 7         |
| 2009                  | Vegalta Sendai        | J2 League             | 36           | 10           | 5                     | 2                     | -             | -             | -        | -         | 41        | 12        |
| 2010                  | Vegalta Sendai        | J1 League             | 27           | 4            | 1                     | 0                     | 7             | 0             | -        | -         | 35        | 4         |
| 2011                  | Vegalta Sendai        | J1 League             | 9            | 0            | 1                     | 0                     | 3             | 0             | -        | -         | 13        | 0         |
| 2012                  | Vegalta Sendai        | J1 League             | 16           | 2            | 2                     | 0                     | 5             | 2             | -        | -         | 23        | 4         |
| 2013                  | Vegalta Sendai        | J1 League             | 11           | 0            | 3                     | 0                     | 1             | 0             | 5        | 1         | 20        | 1         |
| 2014                  | Vegalta Sendai        | J1 League             | 3            | 0            | 0                     | 0                     | 1             | 0             | -        | -         | 4         | 0         |
| 2015                  | Avispa Fukuoka        | J2 League             | 34           | 8            | 3                     | 0                     | –             | –             | –        | –         | 37        | 8         |
| 2016                  | Avispa Fukuoka        | J1 League             | 3            | 0            | 0                     | 0                     | 2             | 0             | –        | –         | 5         | 0         |
| 2017                  | Avispa Fukuoka        | J2 League             | 0            | 0            | 1                     | 1                     | –             | –             | –        | –         | 1         | 1         |
| Tổng cộng sự nghiệp   | Tổng cộng sự nghiệp   | Tổng cộng sự nghiệp   | 236          | 35           | 20                    | 4                     | 28            | 3             | 5        | 1         | 289       | 43        |